# Dicastère pour le culte divin et la discipline des sacrements
Le Dicastère pour le culte divin et la discipline des sacrements est l'une des neuf congrégations de la Curie romaine.

## Histoire
En 1975, Paul VI établit la « Congrégation pour les sacrements et le culte divin » en réunissant l’ancienne « Congrégation pour la discipline des sacrements », créée par Pie X en 1908, et la « Congrégation pour le culte divin » instaurée par lui-même en 1969, elle-même ayant succédé à la « Congrégation des rites », pour mieux réaliser la réforme liturgique préconisée par le concile Vatican II. En 1984, Jean-Paul II sépare ces deux congrégations pour les réunir de nouveau en 1988 sous le titre actuel.
L'actuel préfet de la congrégation est Arthur Roche.

## Buts
Sa mission est fixée par la constitution apostolique Pastor Bonus de 1988 et en particulier par ses articles 62 à 70.
« La Congrégation s’occupe, demeurant sauve la compétence de la Congrégation pour la doctrine de la foi, de tout ce qui appartient au Siège apostolique en matière de réglementation et de promotion de la liturgie sacrée, et tout d’abord des sacrements » Pastor Bonus §62.

## Préfets

### Congrégation pour la Discipline des Sacrements
Le 29 juin 1908, le pape Pie X érige la Congrégation pour la Discipline des Sacrements à partir de la Congrégation des Rites.
| Nom (dates)                    | Nom (dates)                            | Titre cardinalice | Dates                             | Autres fonctions / remarques                                                                                         | Pape (Pontificat)         |
| ------------------------------ | -------------------------------------- | --- | --------------------------------- | --- | ------------------------- |
|                                | Domenico Ferrata (1847 - 1914)         | Cardinal-prêtre de Santa Prisca | 26 octobre 1908 10 octobre 1914   | Archiprêtre de l'Archibasilique Saint-Jean-de-Latran Secrétaire de la Congrégation du Saint-Office Secrétaire d'État | Saint Pie X (1903 - 1914) |
| Benoît XV (1914 - 1922)        | Domenico Ferrata (1847 - 1914)         | Cardinal-prêtre de Santa Prisca | 26 octobre 1908 10 octobre 1914   | Archiprêtre de l'Archibasilique Saint-Jean-de-Latran Secrétaire de la Congrégation du Saint-Office Secrétaire d'État |                           |
|                                | Filippo Giustini (1852 - 1920)         | Cardinal-diacre de Sant'Angelo in Pescheria | 14 octobre 1914 18 mars 1920      | – |                           |
|                                | Michele Lega (1860 - 1935)             | Cardinal-diacre de Sant'Eustachio (1920 - 1924) Cardinal-prêtre pro hac vice de Sant'Eustachio (1924 - 1926) Cardinal-évêque de Frascati (1926 - 1935)                             | 20 mars 1920 16 décembre 1935     | – |                           |
| Pie XI (1922 - 1939)           | Michele Lega (1860 - 1935)             | Cardinal-diacre de Sant'Eustachio (1920 - 1924) Cardinal-prêtre pro hac vice de Sant'Eustachio (1924 - 1926) Cardinal-évêque de Frascati (1926 - 1935)                             | 20 mars 1920 16 décembre 1935     | – |                           |
|                                | Domenico Jorio (1867 - 1954)           | Cardinal-diacre de Sant'Apollinare alle Terme Neroniane-Alessandrine (1935 - 1946) Cardinal-prêtre pro hac vice de Sant'Apollinare alle Terme Neroniane-Alessandrine (1946 - 1954) | 20 décembre 1935 21 octobre 1954  | – |                           |
| Pie XII (1939 - 1958)          | Domenico Jorio (1867 - 1954)           | Cardinal-diacre de Sant'Apollinare alle Terme Neroniane-Alessandrine (1935 - 1946) Cardinal-prêtre pro hac vice de Sant'Apollinare alle Terme Neroniane-Alessandrine (1946 - 1954) | 20 décembre 1935 21 octobre 1954  | – |                           |
|                                | Benedetto Aloisi Masella (1879 - 1970) | Cardinal-évêque de Palestrina | 27 octobre 1954 11 janvier 1968   | Archiprêtre de l'Archibasilique Saint-Jean-de-Latran Camerlingue de la Sainte Église romaine                         |                           |
| Saint Jean XXIII (1958 - 1963) | Benedetto Aloisi Masella (1879 - 1970) | Cardinal-évêque de Palestrina | 27 octobre 1954 11 janvier 1968   | Archiprêtre de l'Archibasilique Saint-Jean-de-Latran Camerlingue de la Sainte Église romaine                         |                           |
| Saint Paul VI (1963 - 1978)    | Benedetto Aloisi Masella (1879 - 1970) | Cardinal-évêque de Palestrina | 27 octobre 1954 11 janvier 1968   | Archiprêtre de l'Archibasilique Saint-Jean-de-Latran Camerlingue de la Sainte Église romaine                         |                           |
|                                | Francesco Carpino (1905 - 1993)        | Archevêque titulaire de Serdica (de) | 7 avril 1967 26 juin 1967         | Nommé pro-préfet |                           |
|                                | Francis Brennan (1894 - 1968)          | Cardinal-diacre de Sant'Eustachio | 15 janvier 1968 2 juillet 1968    | – |                           |
|                                | Antonio Samorè (1905 - 1983)           | Cardinal-prêtre de Santa Maria sopra Minerva | 1er novembre 1968 25 janvier 1974 | – |                           |
|                                | James Robert Knox (1914 - 1983)        | Cardinal-prêtre de Santa Maria in Vallicella | 25 janvier 1974 1er août 1975     | Archevêque de Melbourne (1967 - 1974) Préfet de la Congrégation pour le Culte divin                                  |                           |

### Congrégation pour le Culte divin
Le 8 mai 1969, le pape Paul VI érige la Congrégation pour le Culte divin par démembrement de la Congrégation des Rites.
| Nom (dates) | Nom (dates)                               | Titre cardinalice                            | Dates                             | Autres fonctions / remarques                                                                      | Pape (Pontificat)           |
| ----------- | ----------------------------------------- | -------------------------------------------- | --------------------------------- | ------------------------------------------------------------------------------------------------- | --------------------------- |
|             | Benno Gut, o.s.b. (1897 - 1970)           | Cardinal-diacre de San Giorgio in Velabro    | 7 mai 1969 8 décembre 1970        | –                                                                                                 | Saint Paul VI (1963 - 1978) |
|             | Arturo Tabera Araoz, C.M.F. (1903 - 1975) | Cardinal-prêtre de San Pietro in Montorio    | 20 février 1971 13 septembre 1973 | Archevêque de Pampelune (1968 - 1971)                                                             | Saint Paul VI (1963 - 1978) |
|             | James Robert Knox (1914 - 1983)           | Cardinal-prêtre de Santa Maria in Vallicella | 25 janvier 1974 1er août 1975     | Archevêque de Melbourne (1967 - 1974) Préfet de la Congrégation pour la Discipline des Sacrements | Saint Paul VI (1963 - 1978) |

### Congrégation pour les Sacrements et le Culte divin
Le 11 juillet 1975, le pape Paul VI réunit les deux congrégations sous le nom de Congrégation pour les Sacrements et le Culte divin. Elles seront de nouveau divisées le 5 avril 1984 par le pape Jean-Paul II mais avec le même préfet à leurs têtes.
| Nom (dates)                                      | Nom (dates)                               | Titre cardinalice                                      | Dates                     | Autres fonctions / remarques                  | Pape (Pontificat)           |
| ------------------------------------------------ | ----------------------------------------- | ------------------------------------------------------ | ------------------------- | --------------------------------------------- | --------------------------- |
|                                                  | James Robert Knox (1914 - 1983)           | Cardinal-prêtre de Santa Maria in Vallicella           | 1er août 1975 4 août 1981 | –                                             | Saint Paul VI (1963 - 1978) |
| Jean-Paul Ier (1978)                             | James Robert Knox (1914 - 1983)           | Cardinal-prêtre de Santa Maria in Vallicella           | 1er août 1975 4 août 1981 | –                                             |                             |
| Saint Jean-Paul II (1978 - 2005)                 | James Robert Knox (1914 - 1983)           | Cardinal-prêtre de Santa Maria in Vallicella           | 1er août 1975 4 août 1981 | –                                             |                             |
|                                                  | Giuseppe Casoria (1908 - 2001)            | Archevêque titulaire de Forum Novum (de) (1972 - 1983) | 24 août 1981 8 avril 1984 | –                                             |                             |
| Cardinal-diacre de San Giuseppe in via Trionfale | Giuseppe Casoria (1908 - 2001)            |                                                        | 24 août 1981 8 avril 1984 | –                                             |                             |
|                                                  | Paul Augustin Mayer, o.s.b. (1911 - 2010) | Archevêque titulaire de Satrianum (de) (1972 - 1985)   | 8 avril 1984 28 juin 1988 | Pro-préfet puis préfet des deux congrégations |                             |
| Cardinal-diacre de Sant'Anselmo all'Aventino     | Paul Augustin Mayer, o.s.b. (1911 - 2010) |                                                        | 8 avril 1984 28 juin 1988 | Pro-préfet puis préfet des deux congrégations |                             |

### Congrégation pour le Culte divin et la Discipline des Sacrements
Le 28 juin 1988, le pape Jean-Paul II réunit les deux congrégations par la constitution apostolique Pastor Bonus sous son nom actuel.
| Nom (dates)                 | Nom (dates)                                        | Titre cardinalice                                                                                        | Dates                            | Autres fonctions / remarques | Pape (Pontificat)                |
| --------------------------- | -------------------------------------------------- | --- | -------------------------------- | ---------------------------- | -------------------------------- |
|                             | Paul Augustin Mayer, o.s.b. (1911 - 2010)          | Cardinal-diacre de Sant'Anselmo all'Aventino                                                             | 28 juin 1988 1er juillet 1988    | –                            | Saint Jean-Paul II (1978 - 2005) |
|                             | Eduardo Martínez Somalo (1927 - 2021)              | Cardinal-diacre de Santissimo Nome di Gesù                                                               | 1er juillet 1988 21 janvier 1992 | –                            | Saint Jean-Paul II (1978 - 2005) |
|                             | Antonio María Javierre Ortas, S.D.B. (1921 - 2007) | Cardinal-diacre de Santa Maria Liberatrice a Monte Testaccio                                             | 24 janvier 1992 21 juin 1996     | –                            | Saint Jean-Paul II (1978 - 2005) |
|                             | Jorge Arturo Medina Estévez (1926 - 2021)          | Archevêque émérite de Valparaíso (1996 - 1998)                                                           | 21 juin 1996 1er octobre 2002    | –                            | Saint Jean-Paul II (1978 - 2005) |
| Cardinal-diacre de San Saba | Jorge Arturo Medina Estévez (1926 - 2021)          | | 21 juin 1996 1er octobre 2002    | –                            | Saint Jean-Paul II (1978 - 2005) |
|                             | Francis Arinze (1932)                              | Cardinal-prêtre pro hac vice de San Giovanni della Pigna (1996 - 2005) Cardinal-évêque de Velletri-Segni | 1er octobre 2002 9 décembre 2008 | –                            | Saint Jean-Paul II (1978 - 2005) |
| Benoît XVI (2005 - 2013)    | Francis Arinze (1932)                              | Cardinal-prêtre pro hac vice de San Giovanni della Pigna (1996 - 2005) Cardinal-évêque de Velletri-Segni | 1er octobre 2002 9 décembre 2008 | –                            |                                  |
|                             | Antonio Cañizares Llovera (1945)                   | Cardinal-prêtre de San Pancrazio fuori le mura                                                           | 9 décembre 2008 28 août 2014     | –                            |                                  |
| François (2013 - )          | Antonio Cañizares Llovera (1945)                   | Cardinal-prêtre de San Pancrazio fuori le mura                                                           | 9 décembre 2008 28 août 2014     | –                            |                                  |
|                             | Robert Sarah (1945)                                | Cardinal-diacre de San Giovanni in via Tuscolana                                                         | 24 novembre 2014 20 février 2021 | –                            |                                  |
|                             | Arthur Roche (1950)                                | Cardinal-diacre de San Saba                                                                              | 27 mai 2021 En cours             | Nommé pro-préfet             |                                  |

## Secrétaires
- Filippo Giustini (1908-1914)
- Luigi Capotosti (1914-1926)
- Domenico Jorio (1928-1935)
- Francesco Bracci (1935-1958)
- Cesare Zerba (1958-1965)
- Giacomo Violardo (1965-1969)
- Antonio Innocenti (1973-1980)
- Luigi Dadaglio (1980-1984)
- Lajos Kada (1984-1991)
- Geraldo Majella Agnelo (1991-1999)
- Francesco Pio Tamburrino (it), O.S.B. (1999–2003)
- Domenico Sorrentino (it) (2003–2005)
- Malcolm Ranjith (2005–2009)
- Joseph Augustine Di Noia (2009-2012)
- Arthur Roche (2012-2021)
- Vittorio Viola (2021-)